# Championnat d'Australie de football 1989
Navigation
Saison précédente Saison suivante
La saison 1989 du Championnat d'Australie de football est la treizième édition du championnat de première division en Australie. 
La NSL (National Soccer League) regroupe quatorze clubs du pays au sein d'une poule unique, où ils s'affrontent deux fois au cours de la saison régulière, à domicile et à l'extérieur. En fin de saison, les deux derniers du classement sont relégués et remplacés par les deux meilleurs clubs de deuxième division. Le titre se dispute entre les cinq premiers de la première phase par le biais des play-off.
C'est le club de Marconi Fairfield, tenant du titre, qui remporte à nouveau la compétition après avoir battu lors du Grand Final Sydney Olympic. C'est le troisième titre de champion d'Australie de l'histoire du club.

## Les clubs participants
| - Marconi Fairfield - Wollongong Wolves - Adelaide City FC - APIA Leichhardt Tigers - Sydney Olympic FC - Sunshine George Cross FC - Heidelberg United - Promu en National Soccer League | - Melbourne JUST - South Melbourne FC - Saint-George Saints FC - Preston Lions SC - Melbourne Croatia FC - Sydney Croatia FC - Blacktown City FC - Promu en National Soccer League |

## Compétition

### Phase régulière
Le barème utilisé pour établir le classement est le suivant :
- Victoire : 2 points
- Match nul : 1 point
- Défaite : 0 point

| Rang | Équipe                 | Pts | J  | G  | N | P  | Bp | Bc | Diff |
| ---- | ---------------------- | --- | -- | -- | - | -- | -- | -- | ---- |
| 1    | Marconi FairfieldT     | 38  | 26 | 16 | 6 | 4  | 62 | 24 | +38  |
| 2    | St George Saints       | 32  | 26 | 12 | 8 | 6  | 33 | 24 | +9   |
| 3    | Sydney Olympic         | 31  | 26 | 11 | 9 | 6  | 37 | 26 | +11  |
| 4    | Melbourne Croatia FC   | 31  | 26 | 13 | 5 | 8  | 44 | 35 | +9   |
| 5    | Preston Lions SC       | 30  | 26 | 11 | 8 | 7  | 31 | 24 | +7   |
| 6    | Adelaide City FC       | 28  | 26 | 10 | 8 | 8  | 29 | 24 | +5   |
| 7    | Sydney Croatia         | 28  | 26 | 10 | 8 | 8  | 25 | 25 | 0    |
| 8    | South Melbourne FC     | 26  | 26 | 9  | 8 | 9  | 44 | 37 | +7   |
| 9    | Wollongong Wolves      | 23  | 26 | 8  | 7 | 11 | 22 | 29 | -7   |
| 10   | APIA Leichhardt Tigers | 23  | 26 | 7  | 9 | 10 | 27 | 35 | -8   |
| 11   | Sunshine George Cross  | 19  | 26 | 7  | 5 | 14 | 25 | 38 | -13  |
| 12   | Blacktown City FCP     | 19  | 26 | 5  | 9 | 12 | 28 | 50 | -22  |
| 13   | Melbourne JUST         | 18  | 26 | 5  | 8 | 13 | 24 | 37 | -13  |
| 14   | Heidelberg UnitedP     | 18  | 26 | 7  | 4 | 15 | 22 | 45 | -23  |

|  | Qualification pour les play-off                                                            |
|  | Relégation en championnat régional                                                         |
|  | T: Tenant du titre C: Vainqueur de la Coupe d'Australie P: Promu en National Soccer League |

### Play-offs
|          | Preliminary | Preliminary                     | Preliminary     |                                                                                                |  | Semi Final | Semi Final             | Semi Final      |  |  | Preliminary Final      | Preliminary Final |  |  | Grand Final            | Grand Final  |
|          |             |                                 |                 |                                                                                                |  |            |                        |                 |  |  |                        |                   |  |  |                        |              |
|          |             |                                 |                 |                                                                                                |  |            | 30 juillet 1989        |                 |  |  |                        |                   |  |  |                        |              |
|          |             |                                 |                 |                                                                                                |  | 1          | Marconi Fairfield      | 1               |  |  |                        |                   |  |  |                        |              |
|          |             |                                 |                 |                                                                                                |  |            | Saint-George Saints FC | 0               |  |  |                        |                   |  |  | 13 août 1989           | 13 août 1989 |
|          |             |                                 |                 |                                                                                                |  |            |                        |                 |  |  |                        |                   |  |  | Marconi Fairfield a.p. | 1            |
|          |             | 23 juillet 1989                 | 23 juillet 1989 |                                                                                                |  |            |                        |                 |  |  | 6 août 1989            | 6 août 1989       |  |  | Sydney Olympic FC      | 0            |
|          | 2           | Saint-George Saints FC          | 1               |                                                                                                |  |            |                        |                 |  |  | Saint-George Saints FC | 0                 |  |  |                        |              |
|          | 3           | Sydney Olympic FC               | 0               |                                                                                                |  |            | 30 juillet 1989        | 30 juillet 1989 |  |  | Sydney Olympic FC      | 1                 |  |  |                        |              |
|          |             |                                 |                 |                                                                                                |  |            | Sydney Olympic FC a.p. | 3               |  |  |                        |                   |  |  |                        |              |
|          |             | 23 juillet 1989                 | 23 juillet 1989 |                                                                                                |  |            | Melbourne Croatia FC   | 2               |  |  |                        |                   |  |  |                        |              |
|          | 4           | Melbourne Croatia FC            | 2               |                                                                                                |  |            |                        |                 |  |  |                        |                   |  |  |                        |              |
|          | 5           | Preston Lions SC                | 0               |                                                                                                |  |            |                        |                 |  |  |                        |                   |  |  |                        |              |
|          |             |                                 |                 | \| Légende: \| \| Progression de l'équipe défaite \| \| Progression de l'équipe victorieuse \| |  |            |                        |                 |  |  |                        |                   |  |  |                        |              |
| Légende: |             | Progression de l'équipe défaite |                 | Progression de l'équipe victorieuse                                                            |  |            |                        |                 |  |  |                        |                   |  |  |                        |              |

## Bilan de la saison
| Championnat d'Australie de football 1989      |                              |
| Champion                                      | Marconi Fairfield (2e titre) |
| Coupes et trophées                            |                              |
| Vainqueur de la Coupe d'Australie 1989        | Adelaide City FC             |
| Promotions et relégations                     |                              |
| Promus en Championnat d'Australie de football | Parramatta Eagles            |
| Promus en Championnat d'Australie de football | West Adelaide Soccer Club    |
| Relégués                                      | Melbourne JUST               |
| Relégués                                      | Heidelberg United            |